# Vireonidae
Vireonidae là một họ chim trong bộ Passeriformes.
"Vireo" là một từ trong tiếng Latin để chỉ một loại chim di trú có bộ lông màu xanh lục, có lẽ là vàng anh mái (Oriolus oriolus), nhưng cũng có thể là sẻ thông châu Âu (Chloris chloris).
Chúng có bộ lông xỉn màu điển hình và có ánh xanh lục,các loài nhỏ hơn trông tương tự như chích Tân thế giới ngoại trừ chúng có mỏ nặng hơn. Kích thước các loài này trong khoảng từ 10 cm và 8 g, cho tới có kích thước 17 cm và 40 g.

## Phân loại và hệ thống học
Ban đầu họ này chứa 4 chi là Vireo, Hylophilus, Vireolanius và Cyclarhis. Tuy nhiên, từ năm 2002 người ta đã nhận thấy loài khướu mào bụng trắng (danh pháp chính thức khi đó là Yuhina zantholeuca) có quan hệ họ hàng gần với Vireonidae chứ không phải là thành viên của họ Timaliidae, vì thế nó được chuyển sang họ này với danh pháp lấy theo chi mới được phục hồi là Erpornis để trở thành Erpornis zantholeuca.
Năm 2007, người ta lại nhận thấy rằng các loài khướu mỏ quặp (Pteruthius) cũng không thuộc họ Timaliidae mà có quan hệ gần với Vireonidae (đã bao gồm cả Erpornis), vì thế nó cũng được chuyển sang họ này. Nhưng phân tích di truyền năm 2016 cho thấy sự phân tỏa của nó ra khỏi phần còn lại của Vireonidae là khá dài lâu (khoảng 23 triệu năm trước), vì thế tốt nhất nên coi nó là một họ riêng biệt (Pteruthiidae?) có quan hệ chị-em với Vireonidae.
Năm 2014, David L. Slager và ctv nhận thấy họ Vireonidae mới này là đơn ngành, phù hợp với giả thuyết sự xâm chiếm duy nhất của tổ tiên gốc châu Á vào Tân thế giới. Các chi Cyclarhis và Vireolanius là đơn ngành và rẽ ra sớm khỏi phần còn lại của họ Vireonidae, nhưng Hylophilus là đa ngành, cụ thể H. sclateri thuộc về chi Vireo, gần với nhánh Melodivireo và với danh pháp hiện nay là Vireo sclateri. Các tác giả đã chia tách Hylophilus bằng việc giữ lại phần lõi của Hylophilus (loài điển hình H. poicilotis), phục hồi chi Pachysylvia (loài điển hình H. decurtatus = Pachysylvia decurtata) và mô tả chi mới Tunchiornis (loài điển hình Tunchiornis ochraceiceps)
Tự bản thân chi Vireo bao gồm bốn nhánh có độ hỗ trợ tốt là Melodivireo (5 loài), Vireosylva (6 loài), Lanivireo (9 loài) và Vireo (14 loài). Chúng cũng có tiềm năng để trở thành các chi độc lập. Loài có vị trí không chắc chắn (Vireo hypochryseus) có quan hệ gần với Pachysylvia và hiện nay có danh pháp Pachysylvia hypochrysea.

## Các chi và loài
Nếu tách Pteruthius ra khỏi họ này thì họ chứa 57 loài trong 7 chi, trong đó chi Erpornis với 1 loài là chim Cựu thế giới (Đông Á, Nam Á và Đông Nam Á), còn lại đều là chim Tân thế giới.
- Erporninae:
  - Erpornis: 1 loài khướu mào bụng trắng (Erpornis zantholeuca), danh pháp cũ: Yuhina zantholeuca, trước đây xếp trong họ Timaliidae.
- Vireoninae Swainson, 1837
  - Cyclarhis: 2 loài.
  - Hylophilus: 8 loài.
  - Vireolanius: 4 loài.
  - Tunchiornis: 2 loài.
  - Pachysylvia: 6 loài.
  - Vireo: 34 loài

### Tách ra?
- Chi Pteruthius: 9 loài khướu mỏ quặp là chim Cựu thế giới (trước kia xếp trong họ Timaliidae).

## Phát sinh chủng loài
Cây phát sinh chủng loài dưới đây vẽ theo Battey (2014), Reddy & Cracraft (2007), Reddy (2008), Slager et al. (2014), Slager & Klicka (2014b).

|  | Cyclarhis  |
|  |            |
|  | Hylophilus |
|  |            |

|  | Tunchiornis                                           |
|  |                                                       |
|  | \| \| Pachysylvia \| \| \| \| \| \| Vireo \| \| \| \| |
|  |                                                       |
|  | Pachysylvia                                           |
|  |                                                       |
|  | Vireo                                                 |
|  |                                                       |

|  | Pachysylvia |
|  |             |
|  | Vireo       |
|  |             |

|  | Tunchiornis                                           |
|  |                                                       |
|  | \| \| Pachysylvia \| \| \| \| \| \| Vireo \| \| \| \| |
|  |                                                       |
|  | Pachysylvia                                           |
|  |                                                       |
|  | Vireo                                                 |
|  |                                                       |

|  | Pachysylvia |
|  |             |
|  | Vireo       |
|  |             |

|  | Cyclarhis  |
|  |            |
|  | Hylophilus |
|  |            |

|  | Tunchiornis                                           |
|  |                                                       |
|  | \| \| Pachysylvia \| \| \| \| \| \| Vireo \| \| \| \| |
|  |                                                       |
|  | Pachysylvia                                           |
|  |                                                       |
|  | Vireo                                                 |
|  |                                                       |

|  | Pachysylvia |
|  |             |
|  | Vireo       |
|  |             |

|  | Tunchiornis                                           |
|  |                                                       |
|  | \| \| Pachysylvia \| \| \| \| \| \| Vireo \| \| \| \| |
|  |                                                       |
|  | Pachysylvia                                           |
|  |                                                       |
|  | Vireo                                                 |
|  |                                                       |

|  | Pachysylvia |
|  |             |
|  | Vireo       |
|  |             |

|  | Cyclarhis  |
|  |            |
|  | Hylophilus |
|  |            |

|  | Tunchiornis                                           |
|  |                                                       |
|  | \| \| Pachysylvia \| \| \| \| \| \| Vireo \| \| \| \| |
|  |                                                       |
|  | Pachysylvia                                           |
|  |                                                       |
|  | Vireo                                                 |
|  |                                                       |

|  | Pachysylvia |
|  |             |
|  | Vireo       |
|  |             |

|  | Tunchiornis                                           |
|  |                                                       |
|  | \| \| Pachysylvia \| \| \| \| \| \| Vireo \| \| \| \| |
|  |                                                       |
|  | Pachysylvia                                           |
|  |                                                       |
|  | Vireo                                                 |
|  |                                                       |

|  | Pachysylvia |
|  |             |
|  | Vireo       |
|  |             |

|  | Cyclarhis  |
|  |            |
|  | Hylophilus |
|  |            |

|  | Tunchiornis                                           |
|  |                                                       |
|  | \| \| Pachysylvia \| \| \| \| \| \| Vireo \| \| \| \| |
|  |                                                       |
|  | Pachysylvia                                           |
|  |                                                       |
|  | Vireo                                                 |
|  |                                                       |

|  | Pachysylvia |
|  |             |
|  | Vireo       |
|  |             |

|  | Tunchiornis                                           |
|  |                                                       |
|  | \| \| Pachysylvia \| \| \| \| \| \| Vireo \| \| \| \| |
|  |                                                       |
|  | Pachysylvia                                           |
|  |                                                       |
|  | Vireo                                                 |
|  |                                                       |

|  | Pachysylvia |
|  |             |
|  | Vireo       |
|  |             |